# Hydrelia castaria
Hydrelia castaria là một loài bướm đêm trong họ Geometridae.